# 許遵
许遵（？—559年）。高阳郡新城县人，南北朝时期占卜家。
许遵精通《易经》，擅长卜筮，还通晓天文、风角、占相、逆刺等术数。被高欢征召，成为其府中的门客。他曾预见自己的未来：不会富贵，但也不会横死。他的言辞常常显得无礼且轻率，然而高欢爱惜他的才能，对他多加宽容。538年（东魏元象元年），河桥、邙山之战前夕，许遵向李业兴预言：“敌方是火阵，我方是木阵。火能胜木，我方必将战败。” 战事的结果正如许遵所预言的那样。许遵在高岳麾下担任开府田曹记室。550年（天保元年），北齐建立，高岳被封为清河王，他将此事告知许遵。许遵却刻薄地评价道：“蜜蜂也能成王吗？”554年（天保五年），西魏进攻江陵，梁元帝向北齐求援，高岳奉命前往救援江陵。许遵认为此举会招致日后的灾祸，劝高岳推辞，但高岳表示自己身处无法拒绝的局势，请求许遵同行。许遵拒绝道：“跟随活人同行尚且可以，但要与死人同路，我恳请不要这样。” 次年，高岳返回邺城，不久便遭人谗言陷害，被毒杀。559年（天保十年），齐文宣帝的残暴无道日益加剧。许遵称文宣帝为“狂夫”，并为其占卜生死，预言道：“他活不过初冬，但我恐怕看不到那一天了。” 文宣帝于这一年的十月去世，而许遵则在此之前的九月离世。他有一个儿子叫许晖。